# GNA13
GNA13 (англ. G protein subunit alpha 13) – білок, який кодується однойменним геном, розташованим у людей на короткому плечі 17-ї хромосоми. Довжина поліпептидного ланцюга білка становить 377 амінокислот, а молекулярна маса — 44 050.
| 10         |  | 20         |  | 30         |  | 40         |  | 50         |
| ---------- |  | ---------- |  | ---------- |  | ---------- |  | ---------- |
| MADFLPSRSV |  | LSVCFPGCLL |  | TSGEAEQQRK |  | SKEIDKCLSR |  | EKTYVKRLVK |
| ILLLGAGESG |  | KSTFLKQMRI |  | IHGQDFDQRA |  | REEFRPTIYS |  | NVIKGMRVLV |
| DAREKLHIPW |  | GDNSNQQHGD |  | KMMSFDTRAP |  | MAAQGMVETR |  | VFLQYLPAIR |
| ALWADSGIQN |  | AYDRRREFQL |  | GESVKYFLDN |  | LDKLGEPDYI |  | PSQQDILLAR |
| RPTKGIHEYD |  | FEIKNVPFKM |  | VDVGGQRSER |  | KRWFECFDSV |  | TSILFLVSSS |
| EFDQVLMEDR |  | LTNRLTESLN |  | IFETIVNNRV |  | FSNVSIILFL |  | NKTDLLEEKV |
| QIVSIKDYFL |  | EFEGDPHCLR |  | DVQKFLVECF |  | RNKRRDQQQK |  | PLYHHFTTAI |
| NTENIRLVFR |  | DVKDTILHDN |  | LKQLMLQ    |  |            |  |            |

A: Аланін

C: Цистеїн

D: Аспарагінова кислота

E: Глутамінова кислота

F: Фенілаланін

G: Гліцин

H: Гістидин

I: Ізолейцин

K: Лізин

L: Лейцин

M: Метіонін

N: Аспарагін

P: Пролін

Q: Глутамін

R: Аргінін

S: Серин

T: Треонін

V: Валін

W: Триптофан

Кодований геном білок за функціями належить до білків внутрішньоклітинного сигналінгу, фосфопротеїнів. 
Задіяний у такому біологічному процесі, як альтернативний сплайсинг. 
Білок має сайт для зв'язування з нуклеотидами, іонами металів, ГТФ, іоном магнію. 
Локалізований у клітинній мембрані, цитоплазмі, ядрі, мембрані.